# Marek Jędraszewski
Marek Jędraszewski (Poznań, 24 luglio 1949) è un arcivescovo cattolico polacco, dall'8 dicembre 2016 arcivescovo metropolita di Cracovia.

## Biografia

### Formazione
Marek Jędraszewski è nato il 24 luglio 1949 a Poznań, facente parte dell'arcidiocesi di Poznań, in Polonia. Dopo aver compiuto gli studi primari, nel 1967 ha superato l'esame di maturità nella Scuola Superiore di Poznań, la più antica di tutta la città. Finiti gli studi, ha deciso di seguire la sua vocazione sacerdotale, così tra il 1967 e il 1973 ha frequentato il Seminario Arcivescovile di Poznań e la Pontificia Facoltà di Teologia dell'Università Adam Mickiewicz di Poznań. È stato ordinato presbitero in data 24 maggio 1973, all'età di ventiquattro anni, per mano di monsignor Antoni Baraniak, arcivescovo metropolita di Poznań.
Nel 1974, sulla base del lavoro "Problematyka osoby w filozofii Gabriela Marcela", sulla filosofia di Gabriel Marcel, ha ricevuto una laurea in teologia canonica presso la Pontificia Facoltà di Teologia. Nella preparazione della sua tesi, è stato aiutato dal professor Louis Wciórka. Dal 1973 al 1975, è stato vicario parrocchiale nella Chiesa di San Martino ad Ostrów Wielkopolski. Nello stesso anno, si è trasferito momentaneamente a Roma, dove ha studiato presso la facoltà di filosofia della Pontificia Università Gregoriana. Nel giugno del 1977, gli è stata assegnata una laurea in filosofia sulla base del suo scritto "La filosofia del simbolo religioso di Paul Ricœur", e il 20 dicembre 1979 il dottorato dopo aver discusso la sua tesi dal titolo "Le relazioni intersoggettive nella filosofia di Lévinas", con ha anche ottenuto una medaglia d'oro da papa Giovanni Paolo II. Quest'ultimo è stato scritto sotto la direzione del professore gesuita Simon Decloux.

### Ministero sacerdotale
Al termine del suo soggiorno studentesco, è ritornato in Polonia, dove tra il 1980 e il 1996 è stato professore assistente presso la Pontificia Facoltà di Teologia dell'Università Adam Mickiewicz di Poznań. Successivamente, fino al 26 novembre 1998, è stato professore della medesima accademia, ed è stato nominato professore dell'Università Adam Mickiewicz di Poznań. È stato anche nominato professore di visita della Pontificia Università Lateranense nel 1996. Dal 7 dicembre 1998 fino alla promozione all'episcopato, è stato capo del dipartimento di filosofia cristiana dell'Università Adam Mickiewicz.
Allo stesso tempo, dal 1980 al 1987, è stato prefetto del Seminario Arcivescovile di Poznań, per poi diventarne redattore fino al 1996. Dal 1990, è stato anche capo redattore del giornale "Przewodnika Katolickiego". Nel 1991, è stato abilitato presso la facoltà di filosofia della Pontificia Accademia Teologica a Cracovia sulla base di una tesi "Jean-Paul Sartre e Emmanuel Lévinas - in cerca di un nuovo umanesimo. Studio analitico comparativo". Il 2 gennaio 2002 ha ricevuto il titolo di professore di teologia.
Nel 1983, l'arcidiocesi di Poznań si è preparata per il pellegrinaggio di papa Giovanni Paolo II, e Jędraszewski ha partecipato ai preparativi. Nel 1996, è stato nominato vicario episcopale per la scienza e la cultura dell'arcidiocesi e presidente del Dipartimento del Ministero Accademico in Curia. L'Assemblea Plenaria della Conferenza Episcopale Polacca, che si è riunita a Rzeszów il 13 e il 14 settembre 1996, lo ha eletto consulente alla Commissione per la Dottrina della Fede.

### Ministero episcopale
Il 17 maggio 1997, papa Giovanni Paolo II lo ha nominato vescovo titolare di Forlimpopoli, e contemporaneamente vescovo ausiliare di Poznań. La sua consacrazione episcopale ha avuto luogo il 29 giugno successivo, nella Cattedrale dei Santi Pietro e Paolo di Poznań, per mano di monsignor Juliusz Paetz, arcivescovo metropolita della medesima città, assistito da monsignor Zenon Grocholewski, segretario del Supremo Tribunale della Segnatura Apostolica e futuro cardinale, e da monsignor Marian Przykucki, arcivescovo metropolita di Stettino-Kamień. Come suo motto episcopale il neo vescovo ha scelto Scire Christum, che vuol dire "Conoscere Cristo". Allo stesso tempo, è stato nominato vicario generale della stessa arcidiocesi.
Papa Benedetto XVI, l'11 luglio 2012, lo ha chiamato a succedere al dimissionario monsignor Władysław Ziółek in qualità di arcivescovo metropolita di Łódź. Ha preso possesso della sua sede l'8 settembre successivo. Ha ricevuto il pallio, simbolo di unione tra il papa e il metropolita, il 29 giugno 2013 dal nuovo papa Francesco nella Basilica di San Pietro in Vaticano. Il 30 novembre dello stesso anno, lo stesso pontefice lo ha nominato membro della Congregazione per l'Educazione Cattolica per un mandato rinnovabile di cinque anni.
Durante l'incarico come vescovo ausiliare, ha fatto parte di molti organi della Conferenza Episcopale della Polonia. È stato membro del Consiglio Permanente, della Commissione per l'Educazione Cattolica, della sezione del Comitato di Scienze Filosofiche sulla Dottrina della Fede, del Consiglio per la Pastorale Giovanile, nonché membro del Ministero Delegato del Comitato Accademico. Inoltre, è stato anche delegato del Consiglio delle Conferenze Episcopali d'Europa sul Ministero Accademico, nonché membro del Programma Catholic News Agency. È anche membro Il 30 ottobre 2012, è stato rieletto per la Conferenza Permanente dell'Episcopato Polacco, questa volta come uno dei sei vescovi diocesani e come presidente del Comitato per la catechesi, la scuola e le università. Durante l'Assemblea Plenaria della Conferenza Episcopale Polacca, riunitasi il 12 e il 13 marzo 2014, è stato eletto come vice presidente dello stesso organo, e nel mese di ottobre dello stesso anno come membro della commissione per l'organizzazione della visita del Santo Padre in Polonia nel 2016. È inoltre stato scelto come membro del Comitato Nazionale per la promozione del 1050º anniversario della celebrazione del battesimo della Polonia, che avverrà nel 2016. Il 14 marzo 2024 ha concluso il mandato di vicepresidente della Conferenza episcopale.
L'8 dicembre 2016 papa Francesco lo ha nominato arcivescovo metropolita di Cracovia; è succeduto al cardinale Stanisław Dziwisz, ritiratosi per raggiunti limiti di età. Il 28 gennaio 2017 ha preso possesso dell'arcidiocesi.

## Genealogia episcopale e successione apostolica
La genealogia episcopale è:
- Cardinale Scipione Rebiba
- Cardinale Giulio Antonio Santori
- Cardinale Girolamo Bernerio, O.P.
- Arcivescovo Galeazzo Sanvitale
- Cardinale Ludovico Ludovisi
- Cardinale Luigi Caetani
- Cardinale Ulderico Carpegna
- Cardinale Paluzzo Paluzzi Altieri degli Albertoni
- Papa Benedetto XIII
- Papa Benedetto XIV
- Papa Clemente XIII
- Cardinale Enrico Benedetto Stuart
- Papa Leone XII
- Cardinale Chiarissimo Falconieri Mellini
- Cardinale Camillo Di Pietro
- Cardinale Mieczysław Halka Ledóchowski
- Cardinale Jan Maurycy Paweł Puzyna de Kosielsko
- Arcivescovo Józef Bilczewski
- Arcivescovo Bolesław Twardowski
- Arcivescovo Eugeniusz Baziak
- Papa Giovanni Paolo II
- Arcivescovo Juliusz Paetz
- Arcivescovo Marek Jędraszewski

La successione apostolica è:
- Vescovo Marek Grzegorz Marczak (2015)
- Vescovo Janusz Mastalski (2019)
- Vescovo Robert Józef Chrząszcz (2021)